# Drino tenella
Drino tenella là một loài ruồi trong họ Tachinidae.